# Abd ar-Rahman at-Tarabili
Abd ar-Rahman Jahja Abd as-Salam Muhammad at-Tarabili, Abdelrahman Yahia Abdulsalam Muhammad El-Trabily (ar. عبد الرحمن يحيي عبد السلام محمد الطرابيلي; ur. 7 września 1989; zm. 16 sierpnia 2013) – egipski zapaśnik walczący w stylu klasycznym. Olimpijczyk z Londynu 2012, gdzie zajął dwunaste miejsce w kategorii 120 kg.
Srebrny medalista igrzysk afrykańskich w 2011. Wicemistrz igrzysk panarabskich w 2011, mistrzostw arabskich w 2012. Trzeci na mistrzostwach śródziemnomorskich w 2012 roku.
- Turniej w Londynie 2012

Przegrał z Gruzinem Guramem Perselidze i Kubańczykiem Mijaínem Lópezem.